# Róza Gyertyás
Róza Gyertyás (14 de diciembre de 2001) es una deportista húngara que compite en judo. Ganó una medalla de bronce en el Campeonato Mundial de Judo de 2025, en la categoría de –52 kg.

## Palmarés internacional
| Campeonato Mundial | Campeonato Mundial | Campeonato Mundial | Campeonato Mundial |
| Año                | Lugar              | Medalla            | Categoría          |
| ------------------ | ------------------ | ------------------ | ------------------ |
| 2025               | Budapest (Hungría) | Medalla de bronce  | –52 kg             |